# Walter Grauman
Walter Grauman est un réalisateur et producteur américain né le 17 mars 1922 à Milwaukee, Wisconsin (États-Unis), et mort le 20 mars 2015,.

## Biographie
Grauman est le fils de deux immigrants allemands qui se marièrent après leur arrivée aux États-Unis. Son père, Jacob Grauman, devint président d'une société de distribution de films.
Grauman grandit à Shorewood (Wisconsin), dans la banlieue de Milwaukee, puis suivit les cours de l'université de l'Arizona. Au cours de la Seconde Guerre mondiale, il servit quatre ans dans l'United States Army Air Forces en Europe et accomplit 56 missions de bombardement, à bord d'un B-25 au sein de la Twelfth Air Force. Il fut décoré de la Distinguished Flying Cross. Démobilisé, il retourna vivre quelque temps chez sa mère, en Californie.
Après quelques années à son compte, Grauman fut recruté comme régisseur par les studios de NBC à Los Angeles. C'est en travaillant pour ces studios qu'avec son beau-frère Alan Armer, il développa une émission de radio-crochet, qui annonçait les émissions Star Search et American Idol.
En 1957, Grauman se tourna vers la réalisation avec The Disembodied, pour les films de série B d’Allied Artists, dirigés par un ami, Walter Mirisch. Bien qu'il n'ait réalisé que six films en studio, Grauman accomplit l'une des carrières les plus longues et les mieux remplies de la télévision américaine, avec des séries aussi célèbres que Les Incorruptibles, Le Fugitif, Route 66, Les Rues de San Francisco, La Quatrième Dimension et Arabesque. C'est lui qui aurait fait recruter Michael Douglas dans Les Rues de San Francisco.
Grauman a réalisé Mission 633, film de guerre relatant les exploits d'une escadre fictive de la RAF. Dans plusieurs interviews, George Lucas a reconnu s'être inspiré de cette série pour tourner la scène de tranchée dans l'épisode IV de Star Wars.
Grauman a réalisé plusieurs téléfilms, dont Crowhaven Farm (1970), film d'horreur d'Aaron Spelling dont l'action se situe en Nouvelle-Angleterre. Diffusé sur ABC le 24 novembre 1970, et mettant en scène Hope Lange et Paul Burke, ce film, qui aborde pêle-mêle la sorcellerie, la sensation de déjà-vu, la trahison, la vengeance et la réincarnation, est devenu un film-culte dans le monde anglo-saxon,,,,.
Grauman fut le promoteur de la cérémonie des Los Angeles Spotlight Awards, qui se tenaient au Los Angeles Music Center. C'était l'un des plus proches parents de Sid Grauman, propriétaire et fondateur des plus célèbres cinémas de Los Angelès, le Grauman's Chinese Theater, l’Egyptian Theater et le Million Dollar Theater. Au moment de sa mort, il résidait avec sa femme à Los Angeles,.

## Filmographie

### comme réalisateur
- 1957 : The Disembodied
- 1957 : Colt .45 (en) (série TV)
- 1963 : Boston Terrier (TV)
- 1963 : L'Homme à la Rolls (Burke's Law) (série TV)
- 1964 : Mission 633 (633 Squadron)
- 1964 : Une femme dans une cage (Lady in a Cage)
- 1965 : Honey West (série TV)
- 1965 : Sur la piste du crime (The F.B.I.) (série TV)
- 1965 : À corps perdu (A Rage to Live)
- 1966 : Brigade criminelle (Felony Squad) (série TV)
- 1966 : OSS contre Gestapo (en) (I Deal in Danger)
- 1968 : Nick Quarry (TV)
- 1969 : Daughter of the Mind (TV)
- 1970 : The Last Escape
- 1970 : Dan August (série TV)
- 1970 : The Old Man Who Cried Wolf (TV)
- 1970 : Le Terrible Secret (en) (Crowhaven Farm) (TV)
- 1971 : The Forgotten Man (TV)
- 1971 : L'Homme de papier (Paper Man) (TV)
- 1971 : Amnésie totale (Dead Men Tell No Tales) (TV)
- 1971 : They Call It Murder (en) (TV)
- 1972 : Les Rues de San Francisco (TV)
- 1972 : Jigsaw (série TV)
- 1974 : Manhunter (TV)
- 1975 : Force Five (TV)
- 1975 : Adams of Eagle Lake (en) (TV)
- 1976 : Bert D'Angelo/Superstar (série TV)
- 1976 : Most Wanted (TV)
- 1977 : Bizarre, bizarre (Tales of the Unexpected) (série TV)
- 1978 : Are You in the House Alone? (TV)
- 1979 : Crisis in Mid-Air (en) (TV)
- 1979 : Meurtres à San Francisco (The Golden Gate Murders) (TV)
- 1980 : Top of the Hill (TV)
- 1980 : To Race the Wind (TV)
- 1980 : Les Diamants de l'oubli (The Memory of Eva Ryker) (TV)
- 1980 : Pleasure Palace (TV)
- 1981 : Jacqueline Susann's Valley of the Dolls (TV)
- 1982 : Bare Essence (TV)
- 1983 : Illusions (TV)
- 1984 : Espion modèle (Cover Up) (série TV)
- 1984 : Scene of the Crime (série TV)
- 1985 : Covenant (TV)
- 1986 : Au-dessus de la loi (Outrage!) (TV)
- 1986 : Qui est Julia? (Who Is Julia?) (TV)
- 1988 : Shakedown on the Sunset Strip (TV)
- 1990 : Columbo - Meurtre en deux temps (Columbo: Murder in Malibu) (TV)
- 1990 : Nightmare on the 13th Floor (TV)
- 1994 : L'Homme à la Rolls (Burke's Law) (série TV)

### comme producteur
- 1966 : OSS contre Gestapo (en) (I Deal in Danger)
- 1969 : Daughter of the Mind (TV)
- 1970 : The Silent Force (en) (série TV)
- 1970 : The Old Man Who Cried Wolf (TV)
- 1970 : Crowhaven Farm (TV)
- 1971 : The Forgotten Man (TV)
- 1971 : L'Homme de papier (Paper Man) (TV)
- 1971 : They Call It Murder (en) (TV)
- 1971 : Amnésie totale (Dead Men Tell No Tales) (TV)
- 1975 : Adams of Eagle Lake (en) (TV)
- 1980 : To Race the Wind (TV)
- 1983 : Illusions (TV)
- 1986 : Qui est Julia? (Who Is Julia?) (TV)